# Dżeser
| R8 | D21 · F32 |

| R8 | D21 · F32 |

Dżeser (Dżoser, Neczerichet) – władca górnego i dolnego Egiptu, pierwszy król z III dynastii z okresu Starego Państwa. Panował w 2690–2670 p.n.e. lub 2720–2700 p.n.e. Niektóre źródła podają datę 2686–2667 p.n.e. Miano Dżeser oznaczało tyle, co święty. Do końca historii starożytnego Egiptu uznawany był za wzór władcy. 
|           |
| \| \|     |
|           |
| D45 · D21 |

| D45 · D21 |

|           |
| \| \|     |
|           |
| D45 · D21 |

| D45 · D21 |

|           |
| \| \|     |
|           |
| D45 · D21 |

| D45 · D21 |

|           |
| \| \|     |
|           |
| D45 · D21 |

| D45 · D21 |

## Życie

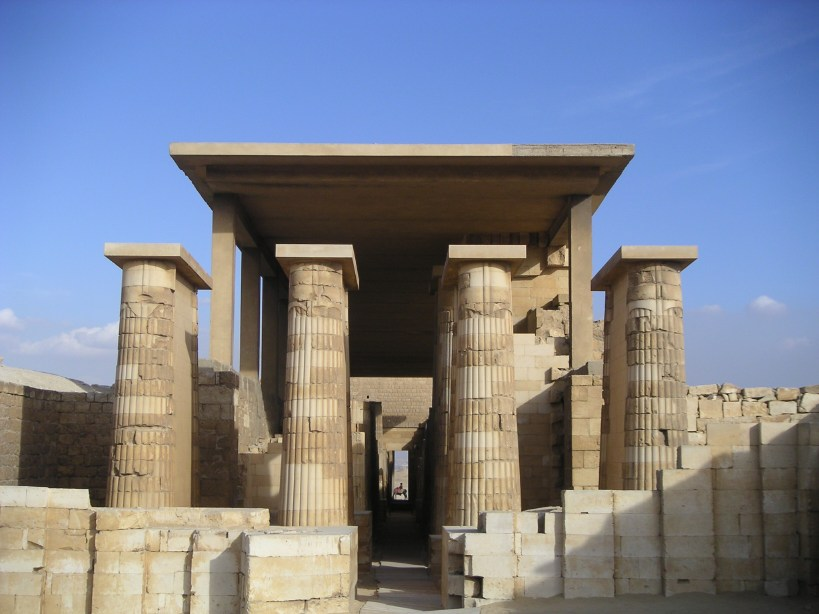
Kolumny kompleksu grobowego Dżesera w Sakkarze.

Prawdopodobnie był synem Chasechemui i królowej Nimaatapis, młodszym bratem Sanachta. Niektórzy (Helck) uważają, że był mężem córki Chasechemui i Nimaatapis, Hetephernebti, a więc zięciem ostatniego władcy II dynastii i jego żony.
Pochodził z Tinis. Objął tron po śmierci starszego brata. W pierwszym okresie panowania rządy sprawowała matka jako regentka ze względu na młody wiek władcy. Prawdopodobnie początkowo rządził z Abydos, następnie jednak już z Memfis.

## Rządy

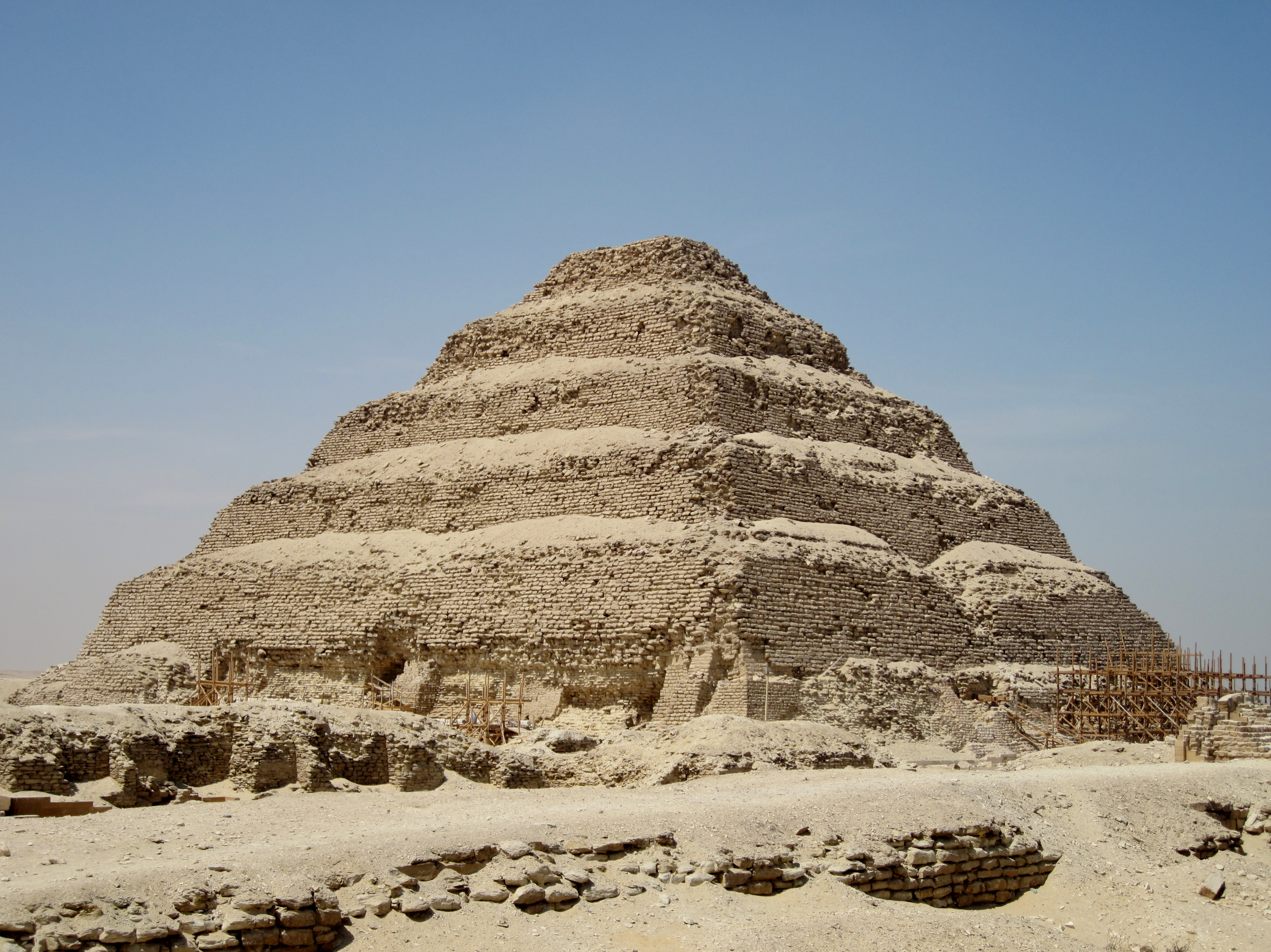
Piramida Dżesera

W historii zasłynął jako pierwszy, któremu wzniesiono grobowiec w kształcie piramidy (architektem piramidy w Sakkarze był Imhotep), oraz jako prekursor rzeźby monumentalnej (posąg króla z serdabu). Pierwszy wprowadził też do tytulatury królewskiej nowy przydomek: Złoty Horus, co miało określać władcę jako Horusa słonecznego.
Jak podaje słynna Stela Głodu z Sehel pod Asuanem, za Dżesera panował głód na południu Egiptu, jest to jednak wysoce niepewne, gdyż stela powstała dopiero w czasach ptolemejskich.

## Wezyr
Wezyrem Neczericheta był Imhotep – lekarz, architekt i najwyższy kapłan, a także budowniczy pierwszej w dziejach ludzkości piramidy. Jest on postacią nierozłącznie związaną z Dżeserem. Był arcykapłanem boga słońca w Heliopolis. Po śmierci został uznany za boga patronującego rzemiosłu.